# Выпуски Windows 10
Windows 10 имеет 12 выпусков. Все с различными наборами функций, вариантами использования или предполагаемыми устройствами. Некоторые выпуски распространяются только на устройствах напрямую от производителя устройства, в то время как такие выпуски, как Корпоративная и Образовательная доступны только для организаций. Microsoft также делает выпуски Windows 10 доступными для производителей устройств, включая смартфоны (Windows 10 Mobile) и устройства IoT.

## Базовые редакции

### Домашняя
Предназначена для использования на планшетах и ПК 2-в-1. Включает в себя функции, предназначенные для потребителей которые не хотят иметь расширенные возможности .

### Профессиональная
Включает все функции Windows 10 Домашняя с дополнительными возможностями, ориентированными на бизнес-среды, такими как Active Directory, Удаленный рабочий стол, BitLocker, Hyper-V и Windows Defender.

### Профессиональная для рабочих станций
Предназначена для высокопроизводительного оборудования и для интенсивных вычислительных задач. Поддерживает Intel Xeon, AMD Opteron и новейшие процессоры AMD Epyc, до четырех процессоров, до 6 ТБ ОЗУ, файловая система ReFS, модуль энергонезависимой двойной оперативной памяти (NVDIMM); и удаленный прямой доступ к памяти. (RDMA).

### LTSC и LTSB для торговых точек
Упрощённая версия ОС Windows 10, менее требовательна к устройству. Предназначена для банкоматов и точек оплат, но подходит и для домашнего использования.

## Редакции для организаций
В этих выпусках добавлены функции, облегчающие централизованное управление многими установками ОС внутри организации. Основным способом их приобретения является контракт корпоративного лицензирования с Microsoft.

### Образовательная
Распространяется по программе академического корпоративного лицензирования. Построена на базе Windows 10 Корпоративная и первоначально имела тот же набор функций. Однако, начиная с версии 1709, эта редакция имеет меньше возможностей.

### Профессиональная образовательная
Редакция была представлена в июле 2016 года для партнеров по аппаратным средствам на новых устройствах, приобретенных по сниженной академической лицензии K-12. Построена на основе Профессиональной версии Windows 10 и содержит в основном те же функции, что и Windows 10 Профессиональная, с различными параметрами, отключёнными по умолчанию, и добавляет параметры для настройки и развертывания в образовательной среде. Также имеется приложение «Настройка школьных компьютеров», которое позволяет настраивать параметры с помощью USB-накопителя и не включает в себя функции Cortana, магазина приложений Microsoft Store или Windows Spotlight.

### Корпоративная
Содержит все функции Windows 10 Профессиональная, а также дополнительные функции, помогающие IT-организациям. Windows 10 Корпоративная конфигурируется тремя каналами обновлений: Полугодовой канал, Полугодовой канал (Проверенный для целевой аудитории) и Windows Insider.

### КорпоративнаяLTSC
LTSC (канал долгосрочного обслуживания) — это долгосрочная версия поддержки Windows 10 Корпоративная, выпускаемая каждые 2—3 года. Каждый выпуск поддерживается обновлениями безопасности в течение 10 лет после его выпуска и намеренно не получает обновлений функций. Некоторые функции, в том числе Microsoft Store и встроенные приложения, не включены в этот выпуск. Эта редакция была впервые выпущена как Windows 10 Корпоративная LTSB (ветка долгосрочного обслуживания). В настоящее время существует 4 выпуска LTSC: один в 2015 году (версия 1507), один в 2016 году (версия 1607), один в 2018 году (версия 1809) и один в 2021 году (версия 21H2).

### Корпоративная для виртуальных рабочих столов
Содержит  функции Windows 10 Корпоративная, а также даёт возможность использовать компьютер нескольким пользователям одновременно при помощи удалённого рабочего стола. В документации указана как Windows 10 Корпоративная с поддержкой нескольких сеансов, но в информации о системе используется не всегда. Эта редакция предназначена только для использования в Microsoft Azure, хотя её можно установить на обычный компьютер, но это официально не поддерживается.
Этот выпуск сообщает ProductType = 3, что соответствует Windows Server. Поэтому некоторые приложения считают ОС серверной.

## Редакции для конкретных устройств
Эти выпуски лицензированы только для производителей устройств. Основной путь покупки этих выпусков заключается в покупке определенных устройств (например, смартфонов), на которых они предварительно установлены.

### Интернет вещей
Разработан специально для использования в компактных, недорогих устройствах и IoT- сценариях. Это переименованная версия более ранних встраиваемых операционных систем Microsoft, Windows Embedded. Уже объявлено о трех выпусках: IoT Core, IoT Корпоративная и IoT Мобильная корпоративная.

### Команда
Windows 10 Team — версия Windows 10 для конкретного устройства, загруженная на Surface Hub.